# Bredstrup Kirke
 Der er for få eller ingen kildehenvisninger i denne artikel, hvilket er et problem. Du kan hjælpe ved at angive troværdige kilder til de påstande, som fremføres i artiklen.

Bredstrup Kirke ligger i den sydlige udkant af landsbyen Bredstrup ca. 6 km NV for Fredericia (Region Syddanmark).

## Eksterne kilder og henvisninger
- Bredstrup Kirke på KortTilKirken.dk
- Bredstrup Kirke på danmarkskirker.natmus.dk (Danmarks Kirker, Nationalmuseet)

- Wikimedia Commons har flere filer relateret til Bredstrup Kirke